# Nymyrtjärnen (Byske socken, Västerbotten)
Nymyrtjärnen är en sjö i Skellefteå kommun i Västerbotten och ingår i Åbyälven-Byskeälvens kustområde.